# Смульсько-Дуже
Смульсько-Дуже (пол. Smólsko Duże) — село в Польщі, у гміні Білгорай Білґорайського повіту Люблінського воєводства. Населення — 481 особа (2011).

## Історія
За даними етнографічної експедиції 1869—1870 років під керівництвом Павла Чубинського, у селі переважно проживали римо-католики, меншою мірою — греко-католики, які розмовляли польською мовою.

## Демографія
Демографічна структура станом на 31 березня 2011 року:
|          | Загалом | Допрацездатний вік | Працездатний вік | Постпрацездатний вік |
| -------- | ------- | ------------------ | ---------------- | -------------------- |
| Чоловіки | 239     | 58                 | 161              | 20                   |
| Жінки    | 242     | 49                 | 145              | 48                   |
| Разом    | 481     | 107                | 306              | 68                   |